# Oblast Dnjepropetrovsk
De oblast Dnjepropetrovsk (Oekraïens: Дніпропетровська область, Dnipropetrovska oblast) is een oblast van Oekraïne. De hoofdstad is Dnipro en de oblast heeft 3.142.035 inwoners (2021).
Andere belangrijke steden zijn Kryvy Rih, Kamjanske, Nikopol, Pavlohrad, Novomoskovsk en Zjovti Vody.
In 2016 kreeg de stad Dnipropetrovsk de naam Dnipro. De oblast behield echter haar naam, omdat voor een naamswijziging een grondwetswijziging noodzakelijk is.